# Březina (Svitavyi járás)
Březina település Csehországban, a Svitavyi járásban. Březina Jevíčko, Rudná, Bělá u Jevíčka, Janůvky, Křenov és Slatina településekkel határos. Lakosainak száma 341 fő (2024. január 1.).

## Népesség
A település lakosságának változását az alábbi diagram mutatja:
| Lakosok száma | 883  | 962  | 765  | 416  | 547  | 386  | 349  | 333  | 317  | 341  |
|               | 1869 | 1890 | 1921 | 1950 | 1980 | 2001 | 2017 | 2019 | 2022 | 2024 |